# کیم یون-جا
کیم یون-جا (انگلیسی: Kim Yeun-ja؛ زادهٔ ۱۰ فوریهٔ ۱۹۴۳) بازیکن والیبال اهل کره شمالی بود.